# Ophiophragmus chilensis
Ophiophragmus chilensis is een slangster uit de familie Amphiuridae.
De wetenschappelijke naam van de soort werd in 1843 gepubliceerd door Johannes Peter Müller & Franz Hermann Troschel.